# Bistum Achonry
Das Bistum Achonry (ir.: Deoise Achadh Conaire, lat.: Dioecesis Achadensis) ist eine in Irland gelegene römisch-katholische Diözese mit Sitz in Ballaghaderreen (Bealach an Doirín) im County Roscommon. Es umfasst 23 Gemeinden in den Countys Mayo, Roscommon und Sligo.
Der Name bezieht sich auf das Dorf und einstigen Bischofssitz Achonry. Die dortige St Crumnathy’s Cathedral gehört zur anglikanischen Church of Ireland.

## Geschichte
Das Bistum Achonry wurde im Jahre 560 durch Papst Pelagius I. errichtet. 1150 wurde das Bistum Achonry dem Erzbistum Tuam als Suffraganbistum unterstellt. Zeitweilig wurde es auch als Bistum Luighne bezeichnet.
Am 16. Februar 2025 verfügte Papst Franziskus die Vereinigung des Bistums Achonry in persona episcopi mit dem Bistum Elphin. Bischof der so vereinigten Bistümer wurde der Bischof von Elphin, Kevin Doran.